# 小山ジャネット愛子
小山ジャネット愛子（こやま ジャネット あいこ、1967年5月17日 - ）は、日本のタレント、ナレーター。身長173 cm、血液型はA型。かつてはジャングルに所属していた。

## 来歴
富山県出身。洗足学園魚津短期大学音楽科を卒業した。ピアノ講師、ヤナセのショールーム営業、ナレーターコンパニオンを経て、1996年にラジオたんぱ（現在のラジオNIKKEI）に入社した。同局アナウンサーとして金融・経済関連番組に多く携わった後、フリーに転身する。

## レギュラー

### TV出演
- 「旅に恋して マレーシア」　(LaLa TV)

### ラジオ出演
- Round Up World Now!（2000年1月 - 3月、ラジオたんぱ）
- 生活経済デジタルアイ（1999年10月 - 2001年3月、ラジオたんぱ）
- る〜さ〜'Sカフェ!（2000年4月 - 2001年10月、ラジオたんぱ）
- Radio u-20（2004年10月 - 2005年3月、TOKYO FM）
- TOKYO UPDATE 〜mobile judge〜（2004年8月 - 2005年3月、TOKYO FM）
- YEBISU BAR（2005年1月 - 2006年3月、TOKYO FM）
- TRANSIT（2005年4月 - 2006年3月、TOKYO FM）
- MAZDA MUSIC JAM（2006年4月 - 2007年3月、TOKYO FM）
- Evening File（2006年10月 - 2007年9月、TOKYO FM）
- Record Discovery（2007年5月 - 6月、TOKYO FM）
- WONDERFUL WORLD（2007年4月 - 2010年3月、TOKYO FM）
- LIVE from THE EBU（2010年4月 - 2010年12月、TOKYO FM）
- LIVE from THE EBU（2010年10月 - 2013年3月、Kiss FM KOBE）
- SYMPHONIA Friday EBU Special Live（2010年10月 - 2020年3月、TOKYO FM）
- 小山ジャネット愛子 Joyful（2010年10月 - 2012年3月、FM SETAGAYA）
- BIG SPECIAL（2011年4月 - 2012年3月、TOKYO FM)
- 坂上みきのエンタメgogo!!（ラジオ日本）坂上の産休に伴う代理
- Panasonic Melodious Library（2016年2月 - 4月、2019年5月 - 7月、TOKYO FM・JFN系38局ネット）藤丸由華の産休に伴う代理
- 小山ジャネット愛子 Botanica（2019年4月 - 2022年3月、ミュージックバード）
- 推しメン～DJにしちゃいまSHOW（2019年5月 - 2019年12月、ラジオNIKKEI第1・SHOWROOM）
- Terminal Melody → ASKA Terminal Melody （2021年2月 - 、TOKYO FM・JFN系38局ネット）
- Find Your Music!（2023年4月 - 、interfm）